# Ceutorhynchus contractus
Espèce
Ceutorhynchus contractus est une espèce de Coléoptères de la famille des Curculionidae.

## Description
Le corps est court et convexe, en moyenne 1,7 mm. Le coloration est noire, à légère teinte métallique bleue ou verte sur les élytres, les antennes sont noirâtres, les pattes sont noirâtres. Le prothorax a deux petits tubercules, un bord antérieur relevé, la base du prothorax est arquée. Les interstries des élytres sont denticulés vers l’apex. Les fémurs et les griffes n'ont pas de dents.

## Répartition
Ceutorhynchus contractus est présent dans toute l'Europe.

## Plantes hôtes
Ceutorhynchus contractus fait une mine assez petite, désordonnée, profonde, au couloir souvent ramifié, souvent proche du bord des feuilles. Les côtés sont irrégulièrement rongés. Les excréments sont faits dans une ligne centrale vert grisâtre interrompue de temps en temps, parfois en partie en cordons. En période de pluie, les excréments peuvent être érodés et paraître verdâtres. Il y a généralement plusieurs mines dans une feuille.
La larve se nourrit des feuilles des plantes suivantes :
- Aethionema grandiflorum
- Alliaria petiolata
- Alyssum alyssoides
- Alyssum montanum
- Anastatica hierochuntica
- Arabidopsis arenosa
- Arabidopsis halleri
- Arabidopsis thaliana
- Arabis alpina
- Arabis glabra
- Arabis hirsuta
- Arabis procurrens
- Arabis serpyllifolia
- Armoracia rusticana
- Aubrieta libanotica (en)
- Aubrieta olympica (sv)
- Aurinia saxatilis
- Barbarea stricta (de)
- Barbarea vulgaris
- Berteroa incana
- Biscutella didyma (en)
- Biscutella laevigata
- Brassica napus
- Brassica nigra
- Brassica oleracea
- Brassica rapa
- Braya
- Bunias orientalis
- Cakile maritima
- Calepina
- Camelina sativa
- Capparis spinosa
- Capsella bursa-pastoris
- Cardamine amara
- Cardamine bellidifolia (sv)
- Cardamine chenopodiifolia (sv)
- Cardamine enneaphyllos
- Cardamine hirsuta
- Cardamine impatiens
- Cardamine kitaibelii (de)
- Cardamine pratensis
- Cardaria draba
- Chorispora tenella
- Cleome spinosa (es)
- Cleoserrata speciosa (sv)
- Cochlearia officinalis
- Conringia orientalis
- Crambe cordifolia
- Crambe koktebelica (sv)
- Crambe maritima
- Descurainia sophia
- Diplotaxis muralis
- Diplotaxis tenuifolia
- Draba fladnizensis
- Draba gilliesii (sv)
- Draba incana
- Draba rigida (sv)
- Draba siliquosa (de)
- Erophila verna
- Eruca
- Erucastrum gallicum
- Erysimum cheiranthoides
- Erysimum cheiri
- Erysimum crepidifolium
- Erysimum odoratum (de)
- Erysimum perofskianum (sv)
- Erysimum sylvestre (it)
- Euclidium (en)
- Fibigia (sv)
- Heliophila amplexicaulis (sv)
- Hesperis matronalis
- Hirschfeldia incana
- Hornungia alpina
- Iberis amara
- Iberis odorata (sv)
- Iberis pinnata
- Iberis semperflorens (sv)
- Iberis sempervirens
- Isatis tinctoria
- Lepidium campestre
- Lepidium cartilagineum (sv)
- Lepidium perfoliatum (en)
- Lepidium ruderale
- Lobularia (es)
- Lunaria annua
- Lunaria rediviva
- Malcolmia africana (es)
- Malcolmia maritima
- Matthiola incana
- Matthiola odoratissima (sv)
- Moricandia (es)
- Myagrum perfoliatum
- Nasturtium officinale
- Neslia paniculata
- Noccaea perfoliata
- Peltaria (es)
- Polanisia dodecandra
- Raphanus raphanistrum
- Raphanus sativus
- Reseda lutea
- Reseda luteola
- Reseda odorata (de)
- Reseda phyteuma
- Rorippa amphibia
- Sinapis alba
- Sinapis arvensis
- Sisymbrium altissimum
- Sisymbrium officinale
- Teesdalia nudicaulis
- Thlaspi arvense
- Thlaspi perfoliatum
- Tropaeolum

## Classification
Le nom valide complet (avec auteur) de ce taxon est Ceutorhynchus contractus (Marsham, 1802).
Selon certaines sources cette espèce devrait être attribuée à Schoenherr, 1826.
L'espèce a été initialement classée dans le genre Curculio sous le protonyme Curculio contractus Marsham, 1802
Ceutorhynchus contractus a pour synonymes :
- Ceuthorrhynchus flavicornis Hustache, 1914
- Ceuthorrhynchus micros Schultze, 1897
- Ceutorhynchus flavicornis Hustache, 1914
- Ceutorhynchus (Marklissus) contractus
- Ceutorhynchus (Marklissus) flavicornis
- Ceutorhynchus minutus (Reich, 1797)
- Ceutorhynchus pallipes Crotch, 1866
- Curculio contractus Marsham, 1802
- Curculio minutus Reich, 1797